# Galitzkya spathulata
Galitzkya spathulata là một loài thực vật có hoa trong họ Cải. Loài này được (Stephan ex Willd.) V.V.Botschantz. mô tả khoa học đầu tiên năm 1979.